# Jan Nevens
Jan Nevens (Ninove, 26 agosto 1958) è un ex ciclista su strada belga.
Attivo dal 1980 al 1995, in carriera vanta una vittoria di tappa al Tour de France.

## Palmarès

### Strada
- 1980 (Boston-Mavic, due vittorie)

Paris-Vailly-sur-Sauldre
Flèche Ardennaise
- 1985 (Kwantum Hallen-Yoko, una vittoria)

1ª tappa Clásico RCN (Bogotà > Bogotà)
- 1986 (Lotto-Eddy Merckx, una vittoria)

6ª tappa Tour de Romandie (Neuchâtel > Ginevra)
- 1987 (Lotto-Eddy Merckx, una vittoria)

Liedekerkse Pijl
- 1988 (Sigma-Fina, due vittorie)

Classifica generale Tour Méditerranéen
6ª tappa - parte a Vuelta a Asturias
- 1990 (Histor-Sigma, una vittoria)

Grand Prix Lucien Van Impe
- 1991 (Lotto-Super Club, due vittorie)

4ª tappa Tour de Suisse (Locarno > Altdorf)
2ª tappa Giro del Trentino (Torbole sul Garda > Spiazzo)
- 1992 (Lotto-Mavic, una vittoria)

8ª tappa Tour de France (Valkenburg aan de Geul > Coblenza)

#### Altri successi
- 1982 (Europ Decor)

Criterium Nederbrakel
- 1985 (Kwantum Hallen-Yoko)

Criterium Wavre
- 1992 (Lotto-Mavic)

Criterium Geraardsbergen
- 1994 (Vlaanderen 2002)

Criterium Wavre

## Piazzamenti

### Grandi Giri
- Giro d'Italia

1983: ritirato (4ª tappa)
- Tour de France

1981: ritirato (13ª tappa)
1986: 51º
1987: ritirato (20ª tappa)
1988: 61º
1989: ritirato (6ª tappa)
1991: ritirato (17ª tappa)
1992: 51º
1993: fuori tempo massimo (11ª tappa)
- Vuelta a España

1989: 78º

### Classiche monumento
- Liegi-Bastogne-Liegi

1983: 49º
1984: 23º
1985: 80º
1986: 19º
1993: 4º

### Competizioni mondiali
- Campionati del mondo

Liegi 1976 - In linea Junior: 21º
Colorado Springs 1986 - In linea Professionisti: 36º
Villaco 1987 - In linea Professionisti: 33º
Ronse 1988 - In linea Professionisti: 21º
Utsonomiya 1990 - In linea Professionisti: ritirato
Benidorm 1992 - In linea Professionisti: 34º
Oslo 1993 - In linea Professionisti: ritirato
Agrigento 1994 - In linea Elite: 41º
- Giochi olimpici

Mosca 1980 - In linea: ritirato